# Juan Gabriel Molina
Juan Gabriel Molina (n. Ambato, Ecuador; 10 de septiembre de 1982) es un exfutbolista y entrenador ecuatoriano. Se desempeñaba como portero y actualmente es asistente técnico en Mushuc Runa de la Serie A de Ecuador.

## Trayectoria
Empezó su carrera futbolística en el equipo ídolo de Ambato en el año 2003, se formó e hizo las formativas en ciudad natal y en el cuadro celeste, la sub-14, la sub-16, la sub-18 en 2001. Posteriormente subió a la sub-20 y luego en el equipo principal del Club Deportivo Macará. En 2004 tuvo un paso por el Tungurahua Sporting Club de la Segunda Categoría de Tungurahua.
Al finalizar el préstamo volvió a Macará y posteriormente fue traspasado al Técnico Universitario de la misma ciudad de Ambato, donde estuvo la temporada 2008. En 2009 de nuevo con la camiseta de Macará y bajo el mando de Víctor Marchesini tuvo su debut en el primer equipo en la máxima categoría del fútbol ecuatoriano el 19 de julio de 2009, en el partido de la fecha 1 de la segunda etapa 2009 ante el Club Deportivo El Nacional, fue titular aquel partido que terminó en victoria militar por 1–0. Fue ratificado para la Serie A de 2010.
En 2011 volvió a Técnico y en 2012 jugó para el Centro Deportivo Olmedo de la Primera División de Ecuador. En 2013 llegó a River Ecuador donde poco a poco fue ganando un lugar en el equipo titular, en 2014 juega con Mushuc Runa Sporting Club, el equipo ambateño había logrado el ascenso en la temporada anterior.
En la temporada 2015 tuvo su mejor rendimiento en su regreso a River Ecuador, fue titular en 41 partidos siendo el titular indiscutible. En 2017 tuvo su segundo ciclo en Mushuc Runa y en la temporada 2018 fue campeón y logró el ascenso a la Serie A, el primero de su carrera. En 2020 ficha de nuevo con Técnico Universitario para disputar la LigaPro Banco Pichincha.
A merced del título 2018 y derrotar a Aucas en el repechaje por Copa Sudamericana, tuvo su primera experiencia internacional y en 2019 formó parte de la delegación de Mushuc Runa que participó en la primera fase de la Copa Sudamericana 2019 ante Unión Española de Chile.

## Estadísticas

### Como jugador
Actualizado al último partido disputado el 26 de noviembre de 2021.
| Club                            | Div.          | Temporada     | Liga  | Liga  | Copas nacionales | Copas nacionales | Copas internacionales | Copas internacionales | Total | Total |
| Club                            | Div.          | Temporada     | Part. | Goles | Part.            | Goles            | Part.                 | Goles                 | Part. | Goles |
| ------------------------------- | ------------- | ------------- | ----- | ----- | ---------------- | ---------------- | --------------------- | --------------------- | ----- | ----- |
| Tungurahua S. C. · Ecuador      | 3.ª           | 2004          | 9     | 0     | —                | —                | —                     | —                     | 9     | 0     |
| Tungurahua S. C. · Ecuador      | 3.ª           | 2007          | 8     | 0     | —                | —                | —                     | —                     | 8     | 0     |
| Tungurahua S. C. · Ecuador      | Total club    | Total club    | 17    | 0     | 0                | 0                | 0                     | 0                     | 17    | 0     |
| Macará · Ecuador                | 2.ª           | 2005          | 20    | 0     | —                | —                | —                     | —                     | 20    | 0     |
| Macará · Ecuador                | 1.ª           | 2007          | 2     | 0     | —                | —                | —                     | —                     | 2     | 0     |
| Macará · Ecuador                | 1.ª           | 2009          | 5     | 0     | —                | —                | —                     | —                     | 5     | 0     |
| Macará · Ecuador                | 1.ª           | 2010          | 13    | 0     | —                | —                | —                     | —                     | 13    | 0     |
| Macará · Ecuador                | Total club    | Total club    | 40    | 0     | 0                | 0                | 0                     | 0                     | 40    | 0     |
| Técnico Universitario · Ecuador | 1.ª           | 2008          | 17    | 0     | —                | —                | —                     | —                     | 17    | 0     |
| Técnico Universitario · Ecuador | 2.ª           | 2011          | 37    | 0     | —                | —                | —                     | —                     | 37    | 0     |
| Olmedo · Ecuador                | 1.ª           | 2012          | 14    | 0     | —                | —                | —                     | —                     | 14    | 0     |
| Olmedo · Ecuador                | Total club    | Total club    | 14    | 0     | 0                | 0                | 0                     | 0                     | 14    | 0     |
| River Ecuador · Ecuador         | 2.ª           | 2013          | 31    | 0     | —                | —                | —                     | —                     | 31    | 0     |
| River Ecuador · Ecuador         | 1.ª           | 2015          | 41    | 0     | —                | —                | —                     | —                     | 41    | 0     |
| River Ecuador · Ecuador         | 1.ª           | 2016          | 15    | 0     | —                | —                | —                     | —                     | 15    | 0     |
| River Ecuador · Ecuador         | Total club    | Total club    | 87    | 0     | 0                | 0                | 0                     | 0                     | 87    | 0     |
| Mushuc Runa · Ecuador           | 1.ª           | 2014          | 4     | 0     | —                | —                | —                     | —                     | 4     | 0     |
| Mushuc Runa · Ecuador           | 2.ª           | 2017          | 12    | 0     | —                | —                | —                     | —                     | 12    | 0     |
| Mushuc Runa · Ecuador           | 2.ª           | 2018          | 32    | 0     | —                | —                | —                     | —                     | 32    | 0     |
| Mushuc Runa · Ecuador           | 1.ª           | 2019          | 1     | 0     | 0                | 0                | 0                     | 0                     | 1     | 0     |
| Mushuc Runa · Ecuador           | Total club    | Total club    | 49    | 0     | 0                | 0                | 0                     | 0                     | 49    | 0     |
| Técnico Universitario · Ecuador | 1.ª           | 2020          | 2     | 0     | —                | —                | —                     | —                     | 2     | 0     |
| Técnico Universitario · Ecuador | 1.ª           | 2021          | 1     | 0     | —                | —                | —                     | —                     | 1     | 0     |
| Técnico Universitario · Ecuador | Total club    | Total club    | 57    | 0     | 0                | 0                | 0                     | 0                     | 57    | 0     |
| Total carrera                   | Total carrera | Total carrera | 264   | 0     | 0                | 0                | 0                     | 0                     | 264   | 0     |

### Como entrenador
| Club        | País    | Año       |
| ----------- | ------- | --------- |
| Mushuc Runa | Ecuador | 2022-act. |

## Palmarés

### Campeonatos nacionales
| Título             | Club        | País    | Año  |
| ------------------ | ----------- | ------- | ---- |
| Serie B de Ecuador | Mushuc Runa | Ecuador | 2018 |